# 후위한
후위한(중국어: 胡钰函, 병음: Hu Yuhan, 한자음: 호옥함, 1996년 11월 27일 ~ )은 중화인민공화국의 바둑 기사이다. 저장성 항저우시 출신으로 중국기원 소속의 5단이다.

## 경력
저장성 항저우시에서 태어났다. 2012년 프로바둑에 입단했다. 2014년 제2회 바이링배 예선에서 설현준에게 패해 탈락했지만, 2017년 제10회 아함동산배에서 본선 16강에 진출했다. 그러나 당이페이에게 져서 탈락했다. 2018년 5단으로 승단했다.